# Gigant (mitologia greacă)

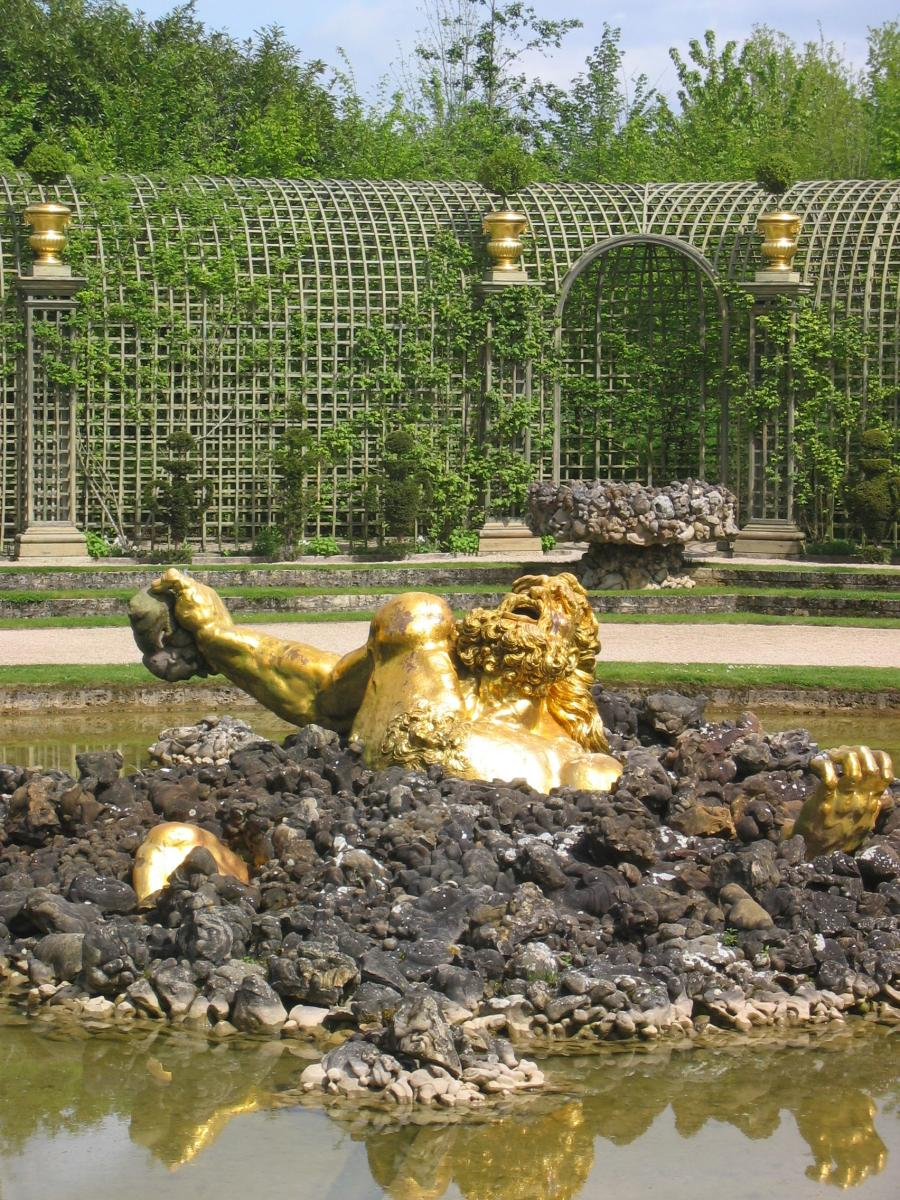
Fântâna Giganţilor, (Versailles)

Giganții sau Gigas, fiii lui Uranus și ai Geei erau figuri uriașe, din mitologia greacă născuți din picăturile de sânge care cădeau pe pământ, după ce zeul Cronos i-a luat în luptă bărbăția tatălui său Uranus. Printre giganți se numărau: Alcyoneus, Clythius, Enceladus, Ephialtes, Eurytus, Hyppolytus, Mimas, Pallas, Polybotes, Porphyrion și Thoas.

## Mitologie
Se spunea că Geea i-ar fi născut pe giganți ca să-i răzbune pe frații lor, titanii, închiși de către Zeus în Tartar. Giganții erau sprijiniți de mama lor (alungată de Zeus din Olimp), și de aliații lor, cei trei Hecatonchiri.
O plantă vrăjită de-a zeiței Gaia le ajuta giganților în lupta cu Olimpul. Aflând de aceasta Zeus interzice copiilor titanilor Hyperion și Theia, Eos (aurora), Selene (luna), și Helios (soarele) să apară înainte terminării luptei.
Deși de origine divină, erau totuși muritori: puteau fi omorâți, dar numai de către un zeu și de către un muritor în același timp, motiv pentru care zeii, în gigantomahie (lupta dintre olimpieni și giganți), au chemat în ajutor pe Dionysos și mai ales Heracles a cărui mamă era muritoare, ambii fiind fiii lui Zeus. Giganții au atacat cerul, aruncând cu stânci și cu trunchiuri de copaci fiind însă nimiciți de către olimpieni.

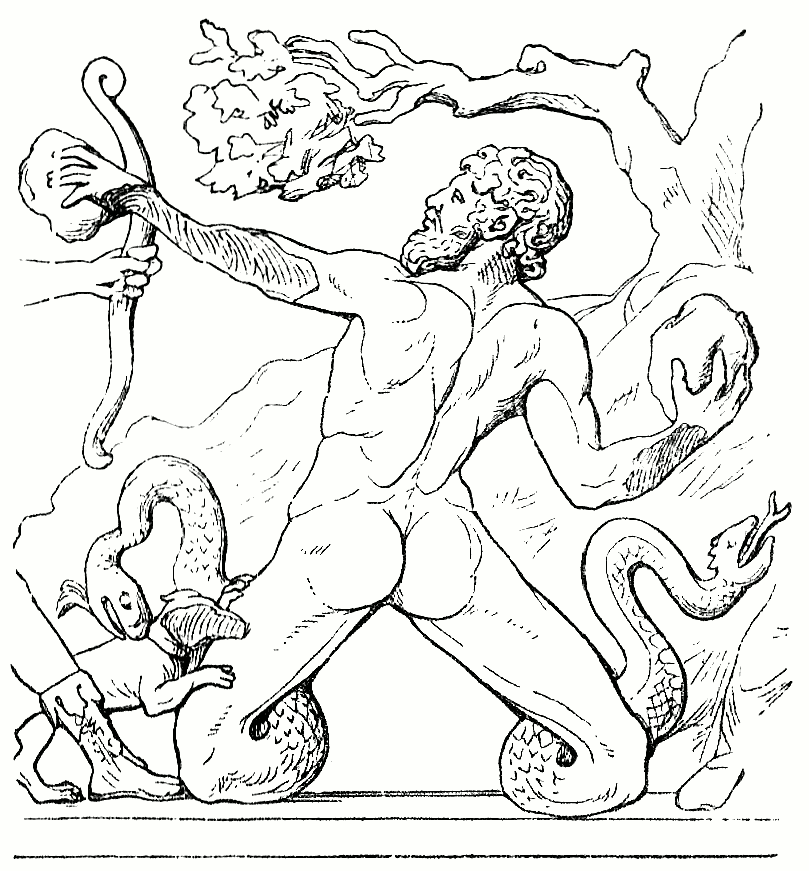
Gigant luptă cu Artemis